# Coriolis-massadebietmeter

Een coriolismeter met stilstaand medium

Een coriolismeter met stromend medium

Een coriolis-massadebietmeter is een debietmeter die rechtstreeks het massadebiet van een doorstromend medium meet door gebruik te maken van het corioliseffect.
Het corioliseffect is een speciaal geval van de wet van behoud van impuls, iets dat in beweging is zal zich verzetten tegen een wijziging in die beweging. In de coriolismeter wordt de buis waarin het medium beweegt dwars op de bewegingsrichting in trilling gebracht. De corioliskracht van het bewegende medium zorgt ervoor dat de trilling in het ingaande deel achter zal blijven op die van het uitgaande deel. Het tijdsverschil tussen de trillingen in het ingaande en uitgaande deel blijkt bij een goed geconstrueerde meter recht evenredig met de doorstromende massa.
Daarnaast wordt de eigenfrequentie van de trillende buis nog beïnvloed door de massa van het medium. Omdat het volume van de buis bekend is kan hieruit de soortelijke massa van het medium herleid worden, en via een berekening ook het volumetrisch debiet.

## Constructie
Omdat de vervormingen bij een rechte buis aanvankelijk niet betrouwbaar te meten waren zijn de eerste meters uitgevoerd als een U-vormige buis. Omdat bij een enkele buis de meter snel beïnvloed wordt door externe trillingen zijn de meters tegenwoordig vrijwel altijd uitgevoerd als dubbele U-vormige buis die in tegenfase in trilling gebracht worden. Op die manier heffen externe invloeden elkaar op.
Met de komst van digitale signaalbewerking bleek het wel mogelijk een betrouwbaar meetsignaal uit een rechte buis te herleiden. Om het probleem van de externe invloeden bij een enkele rechte buis te verhelpen is in dergelijke meters meestal een balans-staaf aangebracht die in tegenfase met de meetbuis trilt.

## Toepassingen
Coriolismeters kunnen zeer nauwkeurig meten in een breed bereik aan media, er zijn modellen die zowel waterstofgas als pindakaas kunnen meten met een nauwkeurigheid van 0,1%. Ze kunnen ijkwaardig gemaakt worden en vinden veel toepassing bij overdracht van eigendom.